# اوپل آسکونا
اوپل آسکونا (Opel Ascona) خودرویی است که در سال‌های ۱۹۷۰ تا ۱۹۸۸تولید شده‌است.